# Скворцов, Евгений Фёдорович
Евгений Фёдорович Скворцов (3 [15] июня 1882, Санкт-Петербург — 11 февраля 1952, Симферополь) — русский и советский астрофизик, гидролог, метеоролог и математик. Первооткрыватель малых небесных тел. Профессор Крымского педагогического института им. М. В. Фрунзе (1926). В его честь был назван астероид (1854) Скворцов (Skvortsov).

## Биография
Родился 3 июня 1882 года в Петербурге. В 1906 году окончил физико-математический факультет Санкт-Петербургского университета. С 1911 года — сотрудник Астрономической обсерватории Санкт-Петербургского университета. В 1915—1928 годах — директор Севастопольской морской обсерватории, также заведовал её астрономической и гидрометерологической частями, руководил гидрометеорологическим отделом Управления по обеспечению безопасности кораблевождения на Чёрном и Азовском морях. Переехал в Симферополь, с 1926 года — профессор, читал курсы лекций по астрономии, геодезии, теории вероятностей, высшей алгебре, интегрированию дифференциальных уравнений. С 1930 года заведующий кафедрой математики Крымского педагогического института им. М. В. Фрунзе. С 1935 года — декан физико-математического факультета. Редактировал раздел физико-математических наук в «Известиях Крымского педагогического института». Во время Великой Отечественной войны в сентябре 1941 года эвакуировался с институтом, а в ноябре прибыл в Махачкалу в Дагестанский педагогический институт (ныне Дагестанский государственный университет). Уже 10 ноября 1941 года правительство Дагестана постановило слить Крымский и Дагестанский пединституты в один. 19 ноября 1941 года был подписан приказ № 167 о переводе крымских студентов в состав Дагестанского пединститута. Многие преподаватели Дагестанского пединститута отправились на фронт и на кафедрах ощущался дефицит кадров. Скворцов возглавил кафедру математики. Был награждён почётной грамотой «за активную общественно-политическую работу среди населения Дагестана» от Президиума Верховного Совета республики. Действительный член Крымского научно-исследовательского института. Руководил созданием Симферопольского отделения Общества любителей астрономии (СОЛА) при Крымской областной станции юных техников, которая позднее станет одной из основ Малая академия наук Крыма «Искатель». Умер 11 февраля 1952 года в Симферополе.

## Научная деятельность
Первооткрыватель 1 августа 1929 года в Симеизской обсерватории астероида (1149) Волга (Volga) 1929 PF. 3 августа 1930 астероида (1167) Дубяго (Dubiago) 1930 PB. 20 августа 1930 (1381) Данубия (Danubia) 1930 QJ.
Инструментально открыл наличие лунно-солнечных приливов и отливов в Чёрном море (ранее не фиксировались из-за малой величины).

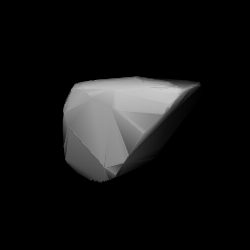
Астероид (1854) Skvortsov

### Основные научные труды
- Астрономия: учеб. пособие для геогр. фак. пед. ин-тов. Москва: Учпедгиз, 1952. 303 с.; (первое учебное пособие Крымского педагогического института переизданное в КНР на китайском языке)
- Черноморскиe землетрясения 1927 г. и судьбы Крыма. Симферополь, 1928. 112 с. (в соавторстве).

## Память
В честь учёного было названо малое небесное тело — астероид (1854) Скворцов (Skvortsov). Астероид был открыт 22 октября 1968 года сотрудницей Крымской астрофизической обсерватории Т. М. Смирновой.